# La Creu (Brunyola)
La Creu és una muntanya de 296 metres que es troba al municipi de Brunyola i Sant Martí Sapresa, a la comarca catalana de la Selva.